# Szombat este, vasárnap reggel (film)
A Szombat este, vasárnap reggel (eredeti cím: Saturday Night and Sunday Morning) 1960-ban bemutatott brit fekete-fehér filmdráma, melyet Karel Reisz rendezett, Tony Richardson produceri közreműködésével. A forgatókönyvet saját, azonos című regénye alapján Alan Sillitoe írta. A főbb szerepekben Albert Finney, Shirley Anne Field
és Rachel Roberts látható.
1999-ben a Brit Filmintézet 20. század legjobb brit filmjeit tartalmazó listáján a 14. helyezést érte el.

## Cselekmény
Arthur Seaton fiatal Teddy Boy gépkezelő, az 1950-es évek végén egy nottinghami kerékpárüzemben dolgozik. Szüleitől eltérően érdekes életről álmodozik, hétvégéit ivással és szórakozással tölti. Viszonyt tart fenn Brendával, egyik munkatársa, Jack feleségével, de hamarosan egy hozzá korban jobban illő lánnyal, Doreennel is randevúzni kezd. Az édesanyjával élő Doreen házasságra vágyik és ellenáll Arthur szexuális közeledésének, aki ezért titokban továbbra is Brendát látogatja.
Brenda teherbe esik Arthurtól, a fiú Ada nagynénjétől kér segítséget, de annak magzatelhajtó módszere nem válik be. Arthur pénzt ad Brendának az abortuszra. Később elviszi Doreent egy helyi vásári mulatságra, de a rendezvényen észreveszi Brendát a családjával. Amikor sikerül kettesben maradniuk, a nő elárulja: megtartja a gyereket. Brenda sógora és annak barátja (mindketten katonák), észreveszik őket és üldözőbe veszik Arthurt. Bár el tud menekülni, később az utcán elkapják és összeverik.
Arthur egy hétig ágyban fekszik a verés után. Doreen meglátogatja, de Arthur unokatestvére, Bert megzavarja őket. Nemsokára a lány otthonában egymáséi lesznek. A munkahelyén Jack közli vele, tartsa távol magát Brendától. Bár továbbra is vegyes érzései vannak a családi élettel kapcsolatban, Arthur úgy dönt, feleségül veszi barátnőjét. A film végén az újonnan épülő házakat nézegetve beszélgetnek közös jövőjükről.

## Szereplők
| Szerep         | Színész            | Magyar hang        | Magyar hang         | Magyar hang |
| Szerep         | Színész            | 1. szinkron (1961) | 2. szinkron         | 3. szinkron |
| -------------- | ------------------ | ------------------ | ------------------- | ----------- |
| Arthur Seaton  | Albert Finney      | Láng József        | Papp Dániel         | N/A         |
| Doreen         | Shirley Anne Field | Örkényi Éva        | Létay Dóra          | N/A         |
| Brenda         | Rachel Roberts     | Bánky Zsuzsa       | Orosz Anna          | N/A         |
| Ada nagynéni   | Hylda Baker        | Simon Zsuzsa       | Pásztor Erzsi       | N/A         |
| Bert           | Norman Rossington  | Sinkó László       | Barabás Kiss Zoltán | N/A         |
| Jack           | Bryan Pringle      | Sinkovits Imre     | Kapácsy Miklós      | N/A         |
| Robboe         | Robert Cawdron     |                    | Barbinek Péter      | N/A         |
| Mrs. Bull      | Edna Morris        | Fónay Márta        | Bókai Mária         | N/A         |
| Mr. Bull       | Cameron Hall       |                    | Cs. Németh Lajos    | N/A         |
| Mrs. Seaton    | Elsie Wagstaff     |                    | Pap Éva             | N/A         |
| Mr. Seaton     | Frank Pettitt      | Ujlaky László      | Izsóf Vilmos        | N/A         |
| szájhős        | Colin Blakely      |                    |                     | N/A         |
| öltönyös férfi | Peter Sallis       |                    |                     | N/A         |
| pincér         | Jack Smethurst     |                    |                     | N/A         |

## Díjak és jelölések
| Díjátadó              | Kategória                            | Jelölt         | Eredmény |
| --------------------- | ------------------------------------ | -------------- | -------- |
| 14. BAFTA-gála (1961) | legjobb film                         | Karel Reisz    | Jelölve  |
| 14. BAFTA-gála (1961) | kiemelkedő brit film                 | Karel Reisz    | Elnyerte |
| 14. BAFTA-gála (1961) | legjobb férfi főszereplő             | Albert Finney  | Jelölve  |
| 14. BAFTA-gála (1961) | legígéretesebb elsőfilmes főszereplő | Albert Finney  | Elnyerte |
| 14. BAFTA-gála (1961) | legjobb brit színésznő               | Rachel Roberts | Elnyerte |
| 14. BAFTA-gála (1961) | legjobb brit forgatókönyv            | Alan Sillitoe  | Jelölve  |

## Fordítás
- Ez a szócikk részben vagy egészben  a   Saturday Night and Sunday Morning (film) című angol Wikipédia-szócikk ezen változatának fordításán alapul.  Az eredeti cikk szerkesztőit annak laptörténete sorolja fel. Ez a jelzés csupán a megfogalmazás eredetét és a szerzői jogokat jelzi, nem szolgál a cikkben szereplő információk forrásmegjelöléseként.